# Edmond Van der Straeten

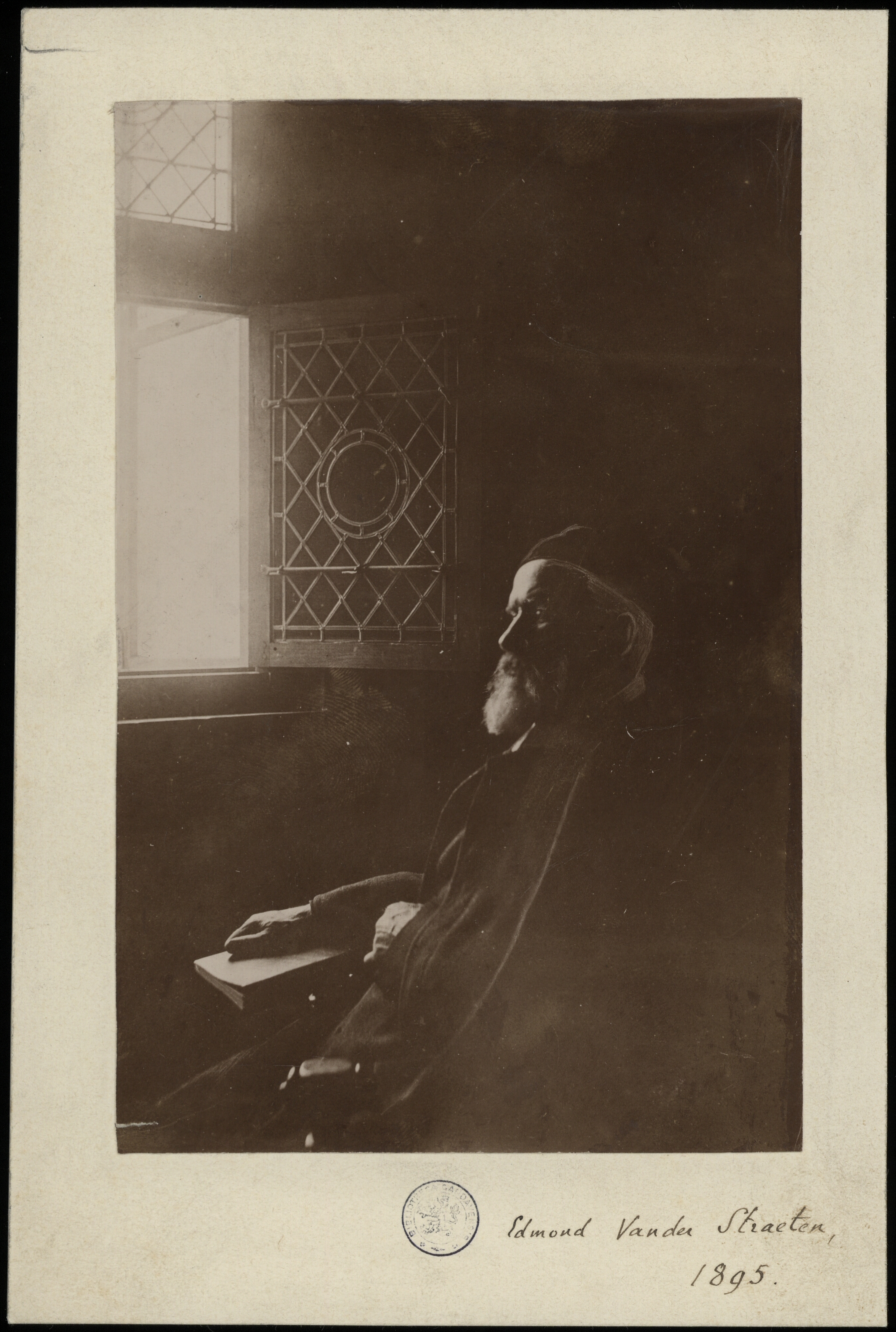
Edmond Van der Straeten

Edmond Van der Straeten, född 3 december 1826 i Oudenaarde, död där 25 november 1895, var en belgisk musikolog.
Van der Straeten var från 1857 bosatt i Bryssel. Han författade, förutom en mängd smärre monografier, La musique aux Pays-Bas (åtta band, 1867–88).